# Kindlwand
Der Kindlwand ist ein 1228 m ü. NHN hoher Gipfel in der Heuberggruppe.

## Topographie
Die Heuberggruppe besteht aus den Einzelgipfeln Wasserwand, Kindlwand, Kitzstein und Heuberg selbst. Die Kindlwand bildet dabei den nördlichsten und niedrigsten Gipfel, ist aber als markantes ca. 600 m langes Felsband recht eigenständig. Auch der Zustieg zum Gipfelkreuz ist nicht einfach und erfordert leichte Kletterei. Dabei wird im einfachsten Zustieg ein Felsloch durchklettert.